# Mohamed Améziane (1859-1912)
Pour les articles homonymes, voir Mohamed Améziane et Ameziane.
 (juin 2012).
Si vous disposez d'ouvrages ou d'articles de référence ou si vous connaissez des sites web de qualité traitant du thème abordé ici, merci de compléter l'article en donnant les références utiles à sa vérifiabilité et en les liant à la section « Notes et références ».
Mohamed Améziane ou Mohand Améziane (en amazigh : Muḥand Ameẓyan, hispanisé en Al Mizzian par les Espagnols) est un résistant berbère marocain, amghar (chef berbère) et Cadi de la tribu des Aït Bou Ifrour dans la région de Nador. Il serait né en 1859, dans le Rif, à Azenghan. Il lutta contre le colonialisme espagnol dès la fin du 19e siècle et est considéré comme étant le précurseur de la guerre du Rif, son action commençant avant celle d'Abdelkrim el-Khattabi. Il est encore aujourd'hui considéré comme une figure importante de la résistance anticolonialiste chez les Rifains et bien que son personnage soit mythique et peu connu, sa figure fait partie intégrante de l'histoire du Rif, de nombreux poèmes furent chantés à sa gloire.

## Biographie
Mohamed Ameziane serait né en 1859 dans la tribu Ait Bou Ifrour près de Nador. Sa jeunesse nous est très peu connue. Bien qu'étant d'origine berbère, Mohamed Ameziane était réputé comme étant le dernier et prestigieux chérif de la lignée des Qadiri (de son côté maternel). Sa famille a fondé la Zaouia Qadiriya de Sidi Ahmed ou Abdesallam à Zeghanghan. Après avoir fréquenté l’école coranique et appris le Coran, il rejoignit l'Université de Qaraouiyine à Fès pour y étudier le Fiqh et le droit islamique. Après cela, il regagna sa terre natale pour y exercer dans la magistrature en tant que juge du Chraa. En plus d'être cadi, Mohamed Ameziane était un chef religieux et moral respecté par tous les habitants du Rif et de l'Oriental, qui le consultaient pour les affaires liées à la communauté.
« Sidi Mohand Ameziane est le dernier et le plus prestigieux chérif de la baraka, non seulement parce qu'il manifesta toutes les qualités de ses prédécesseurs, mais parce qu'il joua un rôle historique important. Sa réputation était grande aussi bien chez les Iqar'iyen, que parmi les Ichebdanen et les Aït Said, qui sont sédentaires, ainsi que parmi les nomades Imetalsen. Quand il accompagnait les émigrants vers l'Algérie, personne n'osait attaquer le convoi de voyageurs, tant on craignait sa malédiction. »

## Histoire
Après des événements du 24 août 1911 à Melilla durant lesquels des membres de tribus rifaines de la rive Est de la rivière Kert attaquent un cartographe de l'état-major espagnol, El Mizzian, (le nom que les espagnols lui donnent) déclare le djihad contre les espagnols. Les forces espagnoles déplacent vers l'ouest de Melilla et traversent la rivière Kert, située à environ vingt miles à l'est de Melilla. Le mauvais temps et la résistance des Rifains avaient conduit à une retraite espagnole et un retour au presidio, arrêtant la campagne. Des membres de tribus rifaines menacent par la suite une fois encore Melilla. La guerre continue jusqu'à au printemps 1912, lorsque les forces espagnoles poussent les Rifains de l'autre côté de la rivière Kert, et El Mizzian meurt au combat, laissant ses hommes sans chef qui le suplée,.

## Conflit avec Rogui Bou Hmara
En 1902, Bou Hmara, prétendant au trône marocain réussit à se constituer un petit royaume dans le Rif oriental et l'est du Maroc. Les principaux chefs tribaux du Rif oriental parmi lesquels Améziane, lui déclarent allégeance, Ameziane permettant même au Rogui d'installer sa capitale à Selouane sur le territoire des Ait Bu Ifrour. Cependant début août 1909, après que Bou Hmara eut vendu les concessions minières de Iksane et d'Afra (province de Nador) aux Espagnols, les Rifains en colère entrèrent en rébellion contre lui. Améziane, chef tribal et religieux, appelle rapidement au djihad contre Bou Hmara et les colons espagnols, réussit à fédérer les tribus Guelaya, Iznassen , Aït Said, Kebdana et Mtalsa contre le Rogui. En quelques jours, Bou Hmara perd le contrôle total du Rif oriental et est contraint par les Rifains de quitter le Rif.

## Résistance contre les Espagnols
Il lutte contre l'installation de la Compagnie espagnole des mines du Rif qui veut exploiter les minerais de la région. Mohamed Améziane fédère plusieurs tribus autour de lui avant d'être tué en 1912.